# Écologie des transports
L'écologie des transports (en anglais : transport ecology) est la science du système homme-transport-environnement. Il existe deux chaires d'écologie des transports en Allemagne, à Dresde et à Karlsruhe.

## Domaines d'activité
« La mobilité permet aux individus d'accéder aux services et activités essentiels et constitue en cela un aspect important de l'épanouissement des individus ainsi qu'un vecteur d'équité sociale ». Dans le débat public, on confond souvent mobilité et transports. La « déclaration de Dresde » invite à la satisfaction des besoins de mobilité des personnes au moindre coût, aussi bien financier qu'environnemental,.
L'écologie des transports s'intéresse aux effets généralement indésirables de la mobilité sur la qualité des espaces, naturels ou façonnés par les interventions anthropiques, en tenant compte des limites sociales, normatives, économiques et écologiques de la mobilité. Pour ce faire, l'écologie des transports utilise des méthodes scientifiques issues de différentes disciplines dans le but d'analyser et de décrire différents effets et relations du système homme-transport-environnement, et de mettre en place une mobilité durable.
L'écologie des transports fait appel aux sciences humaines en matière de socialisation des transports, d'infrastructures et de développement économique, de trafic induit, d'externalisation des coûts ou encore de subventions et de taxes.

### Socialisation des transports
La socialisation commence dès les premières années, au sein du cercle familial. Les institutions, les medias jouent également un rôle important, sans oublier la publicité. C'est lors des changements dans la vie, tels que les déménagements, que les changements de comportement s'opèrent plus facilement.

### Externalités
Les externalités sont nombreuses. En France, en 2021, « dans les agglomérations de plus de 100 000 habitants [...], 70,5 % des habitants sont exposés au bruit routier de jour et 44,2 % au bruit routier de nuit ».
Le professeur d'écologie des transports Udo Becker prône l'internalisation juste et complète de tous les coûts externes dans la tarification des systèmes de transport.

### Comptabilisation de la consommation énergétique du transport international
Les soutes internationales, imputées à l'Organisation de l'aviation civile internationale et à l'Organisation maritime internationale, sont soustraites des approvisionnements en énergie d'un pays pour calculer sa consommation intérieure. À l'instar de l'énergie, les émissions ne sont pas toujours intégrées dans les statistiques nationales. « Aujourd’hui, les échanges internationaux sont relativement exclus du périmètre des engagements [nationaux] et ne sont pas soumis aux politiques climatiques nationales ».

## Impact des transports sur la société et l'environnement

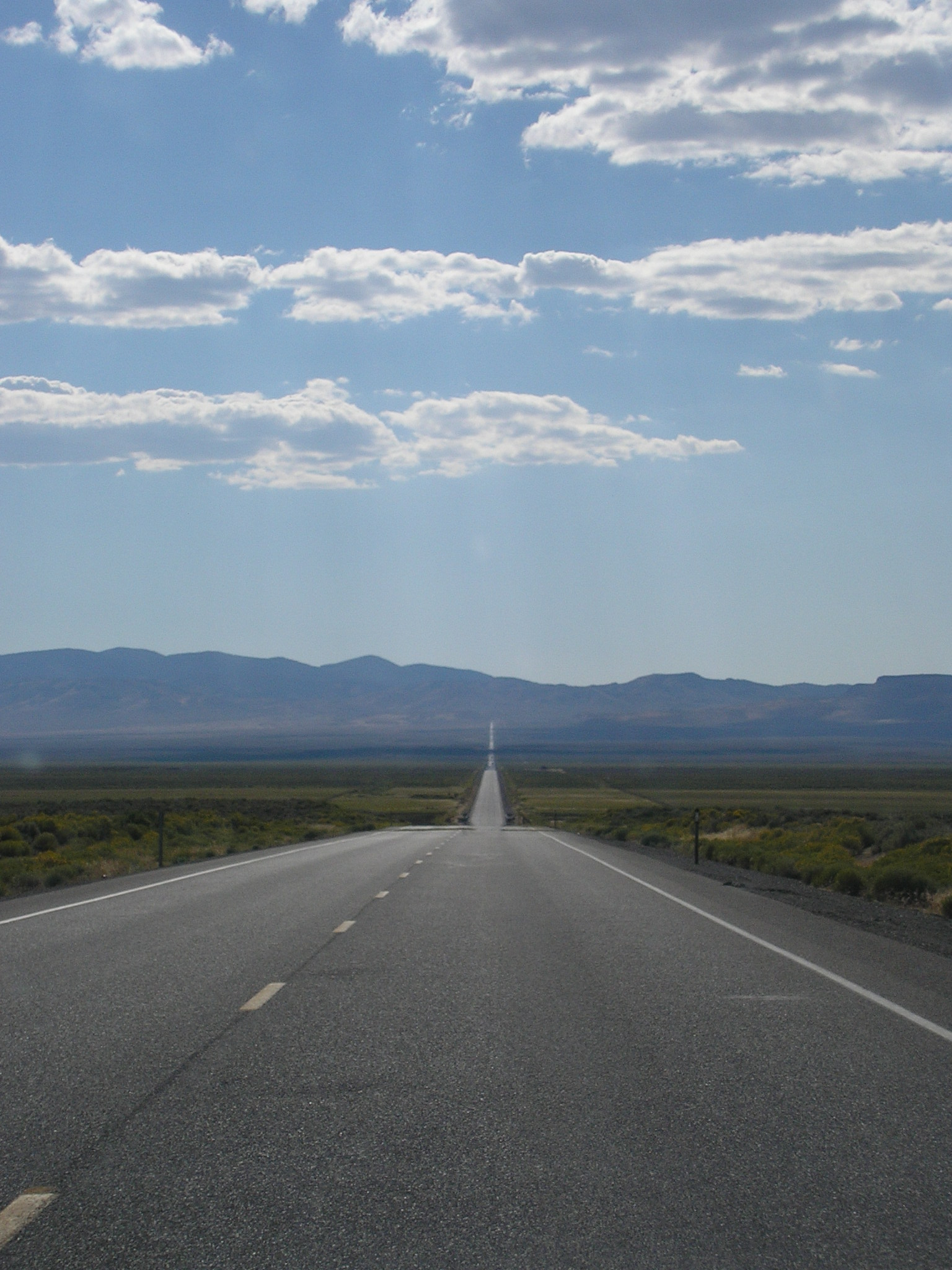
Les routes contribuent à la fragmentation. Même sans trafic, de nombreuses espèces, d'invertébrés notamment, refusent de les traverser ; l'aire écologiquement affectée par la route dépasse largement la superficie de la route elle-même (à plus de 100 m en moyenne de part et d'autre de la route).

Les transports consomment des ressources matérielles et énergétiques, fragmentent et artificialisent les espaces, imperméabilisent les sols, sont sources de nuisances sonores et lumineuses, sont à l'origine d'accidents, et émettent du CO2 (voir Décarbonation des transports), et des microplastiques (voir Impact environnemental du transport routier : Chaussée) ou autres particules.
L'analyse des cycles de vie permet de comparer les différentes solutions (électricité, hydrogène, gaz naturel, biocarburants). Une analyse multicritères, qui s'attache à étudier les émissions de gaz à effet de serre, les potentiels d'acidification des sols, d'eutrophisation des sols, d’oxydation photochimique, de toxicité humaine, d'épuisement des ressources non renouvelables, les émissions de particules fines, les émissions de bruit, etc., n'est pas toujours possible. Aussi les émissions de gaz à effet serre sont-elles mises en exergue. Le professeur Becker retient dix facteurs d'amélioration :
- consommation d'énergie ;
- impact environnemental sur les écosystèmes ;
- impact environnemental sur l'être humain ;
- occupation des sols ;
- réchauffement climatique ;
- pollution de l'air ;
- pollution sonore ;
- consommation de ressources ;
- accidents ;
- qualité de vie (par exemple impacts des embouteillages).

Parallèlement à la construction rapide de routes dans les pays en développement, on assiste à un mouvement pour mieux intégrer les routes dans leur environnement naturel et pour leur trouver une utilité au-delà du transport, par exemple en améliorant localement le cycle de l'eau.

## Mesures proposées

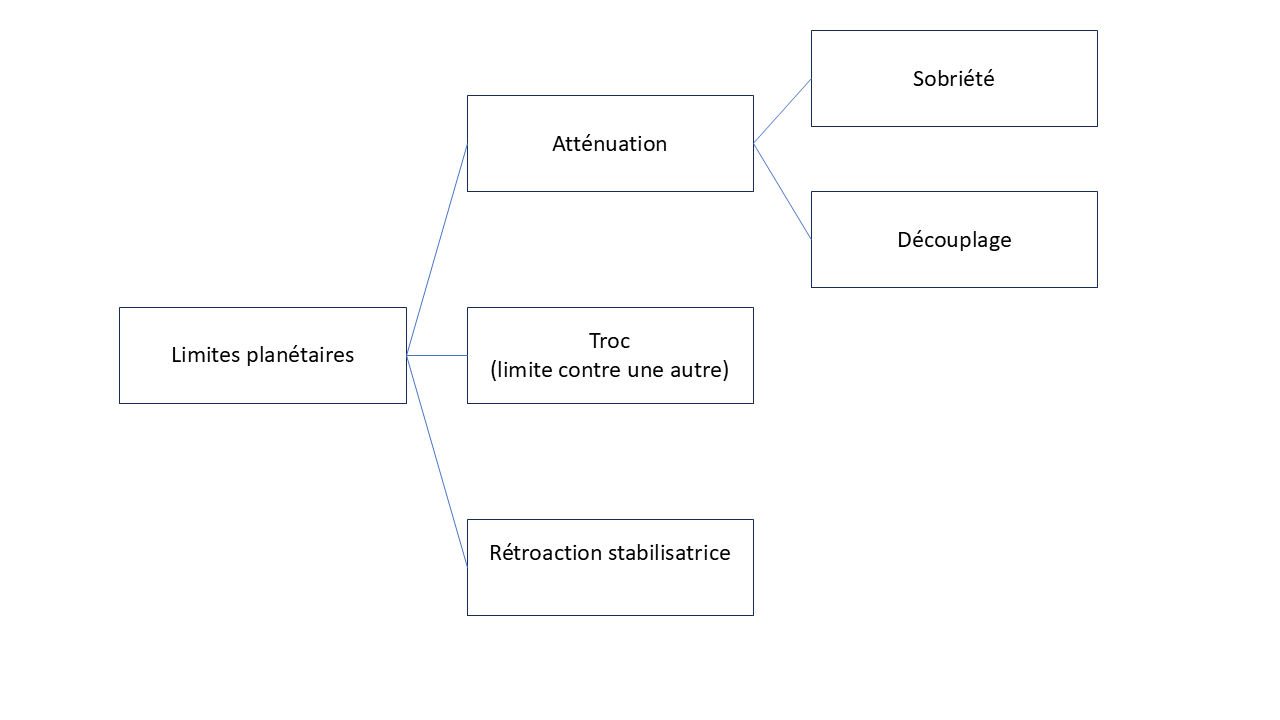
Moyen pour freiner le franchissement des limites planétaires. La sobriété économique et le découplage concourent à l'atténuation des effets négatifs du transport sur l'environnement.

Comme dans d'autres domaines de l'écologie, les mesures proposées empruntent à la sobriété économique (schématiquement associée à la décroissance) et au découplage (associé à la croissance verte). Les mesures retenues (qu'elles concernent les modes de transports, le concept « évitement du trafic, changement de mode de transport, améliorations techniques », la tautologie de l'écologie des transports ou les « 4 E », à savoir « Enforcement, Education, Engineering, Economy/Encouragement ») sont passées au crible de la transparence, de la justice (les pollueurs paient), des effets secondaires non désirés et de l'application de la mesure (« rencontre-t-on d'autres exemples d'application ailleurs ? »).

### Évitement du trafic, changement de mode de transport, améliorations techniques
Le concept « évitement du trafic, changement de mode de transport, améliorations techniques », consiste en premier lieu à réduire la demande de transport, puis à promouvoir l'intermodalité et enfin à améliorer techniquement les véhicules et à rendre durable l'énergie qu'ils consomment.
Cela revient à mettre en œuvre l'identité de Kaya appliquée aux transports.

### Enforcement, Education, Engineering, Economy/Encouragement
Ces méthodes sont aussi connues sous le nom de « 4E ». Enforcement correspond à des mesures d'ordre, qu'il s'agisse d'obligations ou d'interdictions. Education relève de la formation, de la communication ou de l'édification. Engineering est de nature purement technique, tandis que Economy/Encouragement sont des systèmes d'incitations, qui peuvent tout-à-fait être financiers.

### Tautologie de l'écologie des transports
Pour peu que la pollution soit plutôt proportionnelle à la distance parcourue, le professeur Becker définit la « tautologie de l'écologie des transports » (en anglais : tautology of transport ecology) sous la forme suivante :
{\displaystyle pollution=D\times {\frac {C}{D}}\times {\frac {pollution}{C}}}
avec :
- {\displaystyle pollution} : pollution ;
- {\displaystyle D} : demande de transport (en voyageurs-kilomètres) ;
- {\displaystyle C} : circulation des véhicules (en véhicules-kilomètres) :
- {\displaystyle {\frac {C}{D}}} : inverse[N 1] du taux d'occupation ou de remplissage (en véhicules par voyageur) ;
- {\displaystyle {\frac {pollution}{C}}} est la pollution par véhicule-kilomètre.

la demande de transport pouvant elle-même se décomposer selon :
{\displaystyle D=Population\times {\frac {trajet}{Population}}\times {\frac {distance}{trajet}}}
avec :
- {\displaystyle Population} : population ;
- {\displaystyle {\frac {trajet}{Population}}} : nombre de trajets par personne;
- {\displaystyle {\frac {distance}{trajet}}} : distance moyenne d'un trajet.

Aussi la pollution peut-elle s'exprimer sous la forme d'une sommation de la pollution selon les modes de transport :
{\displaystyle pollution=D\times \sum {\frac {D_{i}}{D}}\times {\frac {C_{i}}{D_{i}}}\times {\frac {pollution_{i}}{C_{i}}}}
avec :
- {\displaystyle {\frac {D_{i}}{D}}} : part modale (adimensionnelle) ;
- {\displaystyle {\frac {C_{i}}{D_{i}}}} : inverse du taux d'occupation ou de remplissage selon le mode de transport ;
- {\displaystyle {\frac {pollution_{i}}{C_{i}}}} est la pollution par véhicule-kilomètre selon le mode de transport.

À titre d'exemple, les éléments relâchés par l'usure des pneumatiques (voir Impact environnemental du transport routier : Chaussée) sont proportionnels aux kilomètres parcourus et pourraient être analysés sous le prisme de la tautologie de l'écologie des transports.

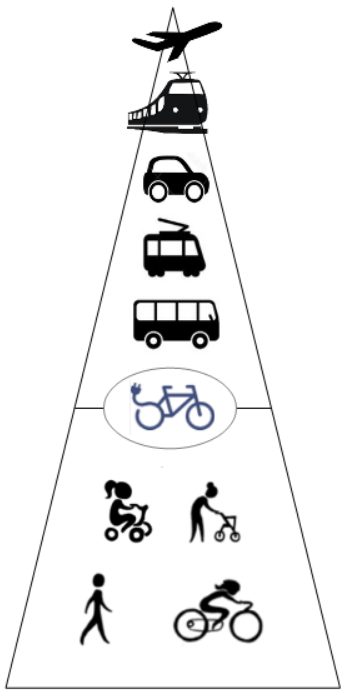
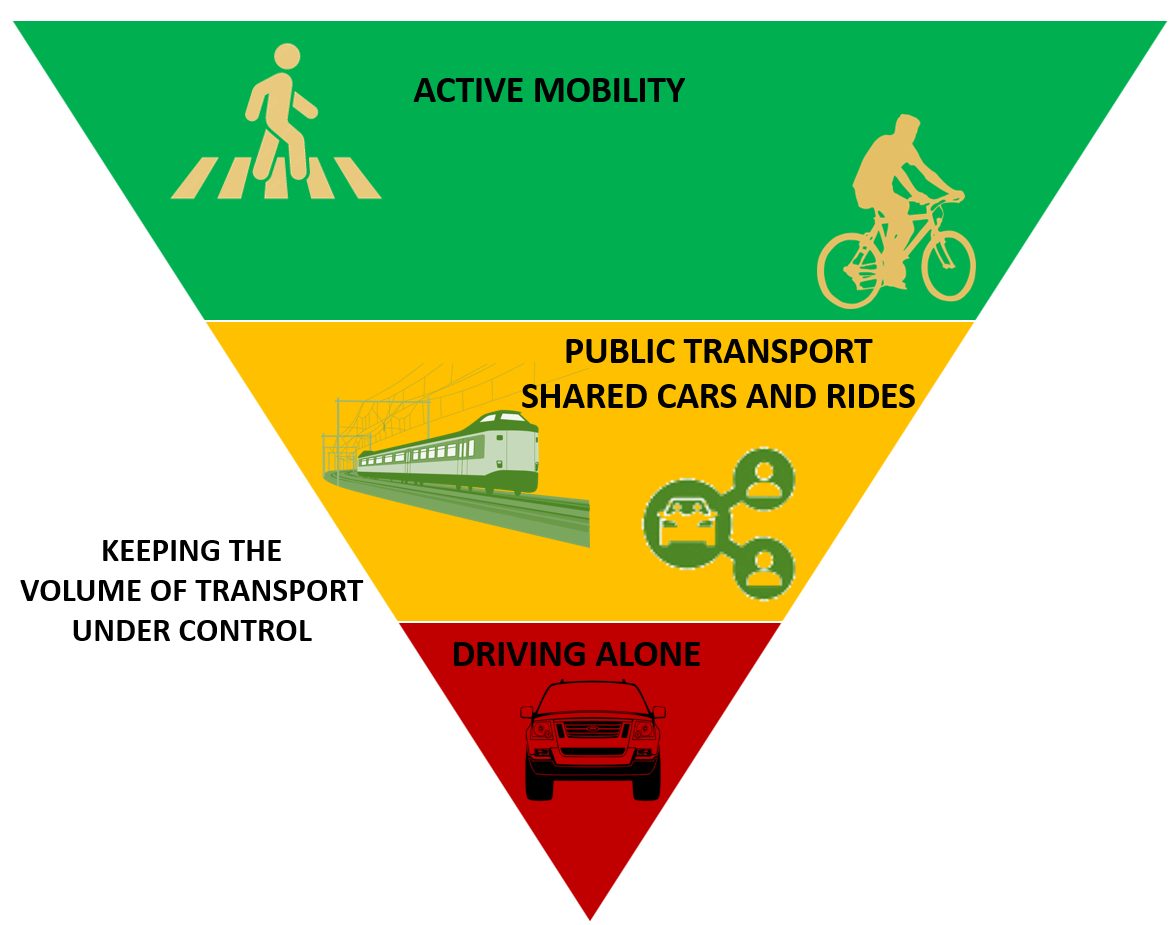
La pyramide inversée de la mobilité, proposée par le projet européen Share North, se fonde sur la tautologie de l'écologie des transports[21],[22] et sur l'inversion des imaginaires.

En ce que leurs impacts ne sont pas proportionnels à la demande de transport, les infrastructures de transport ne sont pas concernées par la tautologie de l'écologie des transports (voir par exemple Décarbonation des transports : Infrastructures).

#### Identité de Kaya appliquée aux transports

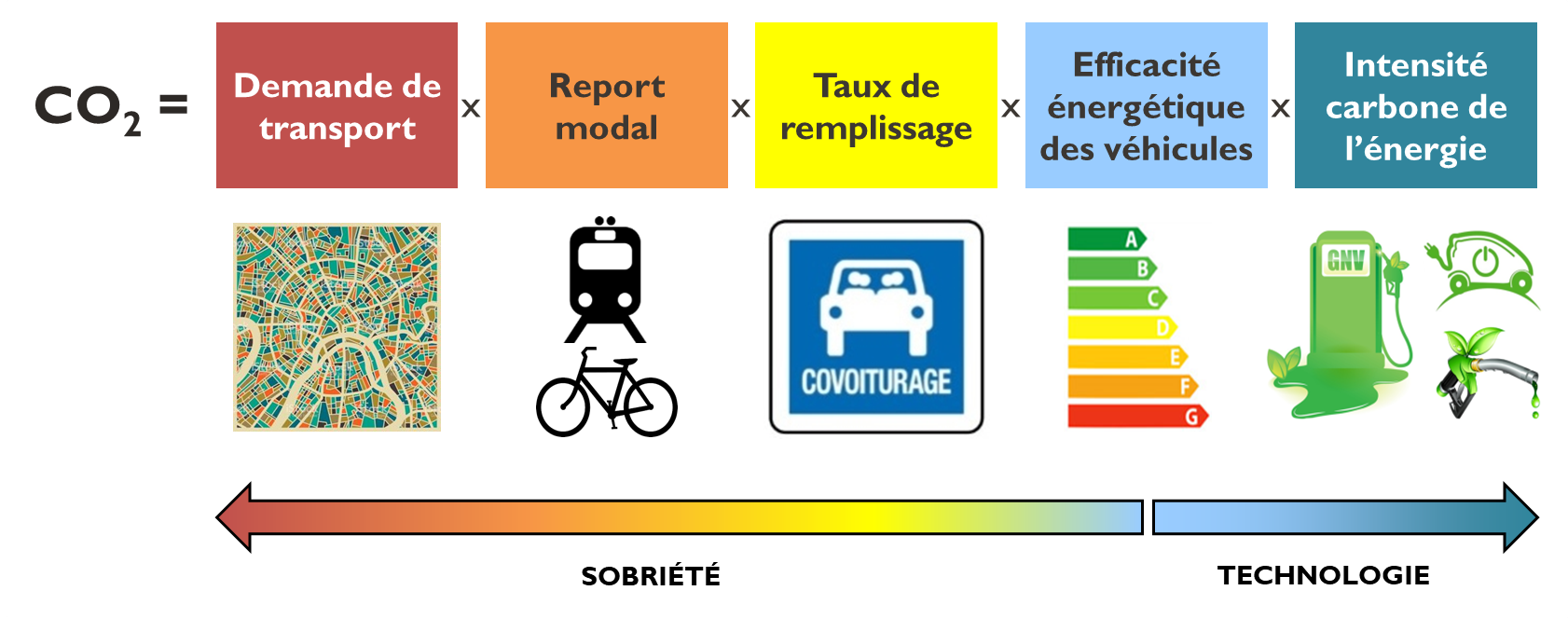
Décomposition selon la méthode LMDI des émissions de dioxyde de carbone des transports en cinq facteurs.
Les quatre premiers facteurs correspondent aux économies d'énergie, aussi connues sous le concept de négawatt, tandis que le dernier facteur correspond à l'intensité en carbone de l'énergie. La baisse de la demande de transport relève de la sobriété. L'efficacité énergétique relève du progrès technique.

La formulation générale revêt une forme plus particulière dès lors qu'il s'agit de décarbonation des transports, à l'instar de l'identité de Kaya.
La pollution étant identifiée au CO2, {\displaystyle {\frac {pollution_{i}}{C_{i}}}} est remplacé par {\displaystyle {\frac {{CO_{2}}_{i}}{E_{i}}}\times {\frac {E_{i}}{C_{i}}}}

avec :
- {\displaystyle {\frac {E_{i}}{C_{i}}}} : inverse[N 1] de l'efficacité énergétique des véhicules selon le mode de transport (par exemple en kWh/100 km par véhicule) ;
- {\displaystyle {\frac {{CO_{2}}_{i}}{E_{i}}}} : intensité en carbone de l'énergie selon le mode de transport (par exemple en g CO2éq/kWh).

On peut alors décomposer les émissions de CO2 selon, :
{\displaystyle CO_{2}=D\times \sum {\frac {D_{i}}{D}}\times {\frac {C_{i}}{D_{i}}}\times {\frac {E_{i}}{C_{i}}}\times {\frac {{CO_{2}}_{i}}{E_{i}}}}
Reprenant une classification proposée par l'association négaWatt, l'Agence régionale énergie - climat Île-de-France (AREC) distingue quatre types de sobriété :
- sobriété structurelle (ou sobriété organisationnelle, par exemple penser un aménagement urbain pour réduire les distances à parcourir pour aller travailler) ;
- sobriété dimensionnelle (choisir des équipements proportionnés à leur usage réel, par exemple en optant pour un véhicule dont la taille, la puissance et le poids correspondent aux besoins effectifs de déplacement) ;
- sobriété d’usage (utilisation raisonnée des équipements afin d’en limiter la consommation, par exemple en adoptant une conduite plus économe) ;
- sobriété conviviale (ou sobriété partagée, favorisant l’usage collectif des ressources et infrastructures, par exemple en développant le covoiturage ou l’autopartage).

### Éducation aux mobilités durables
L'éducation aux mobilités durables (abordée plus haut sous le vocable 4E), hyponyme d'éducation au développement durable, occupe une place importante au sein de l'écologie des transports.
C'est un domaine très vaste, qui vise les institutions, les organisations (collectifs citoyens, entreprises...) le grand public ou le public-relais (associations, public scolaire, bibliothèques...), et qui peut prendre la forme d'informations, d'événements, de campagnes ou de mesures continues dans le temps. il s'agit de changer les habitudes de transport.
En France, l'éducation aux mobilités actives est promue par l'éducation nationale. L'article 8 de la Charte de l'environnement, à valeur constitutionnelle, dispose que l'« éducation et la formation à l'environnement doivent contribuer à l'exercice des droits et devoirs » définis par la Charte. La Fresque de la mobilité, jeu sérieux créé par Les Shifters contribue à la promotion des mobilités durables,. En Allemagne, le Verkehrsclub Deutschland (de) est agréé par le ministère fédéral de l'Éducation et de la Recherche,.

### Autres mesures
Enfin, les autres mesures balaient un large spectre, allant de la participation du public aux zones à faibles émissions, en passant par l'urbanisme, en particulier la ville des courtes distances.
La promotion des mobilités actives, du transport en commun, mais aussi de l'autopartage et du covoiturage concourent à réduire l'autosolisme. En matière d'urbanisme, les parkings-relais, les péages urbains, mais aussi les zones 30 et autres zones de rencontre, sans oublier la logistique urbaine, ont un rôle à jouer.